# Студенок (верхний приток Уды)
Студенок (разг. Бридок) — река в юго-восточной части Харькова. Также протекает по территории Харьковского района Харьковской области. Левый приток реки Уды.
Высота истока — 137 м над уровнем моря. Высота устья — 99 м над уровнем моря.

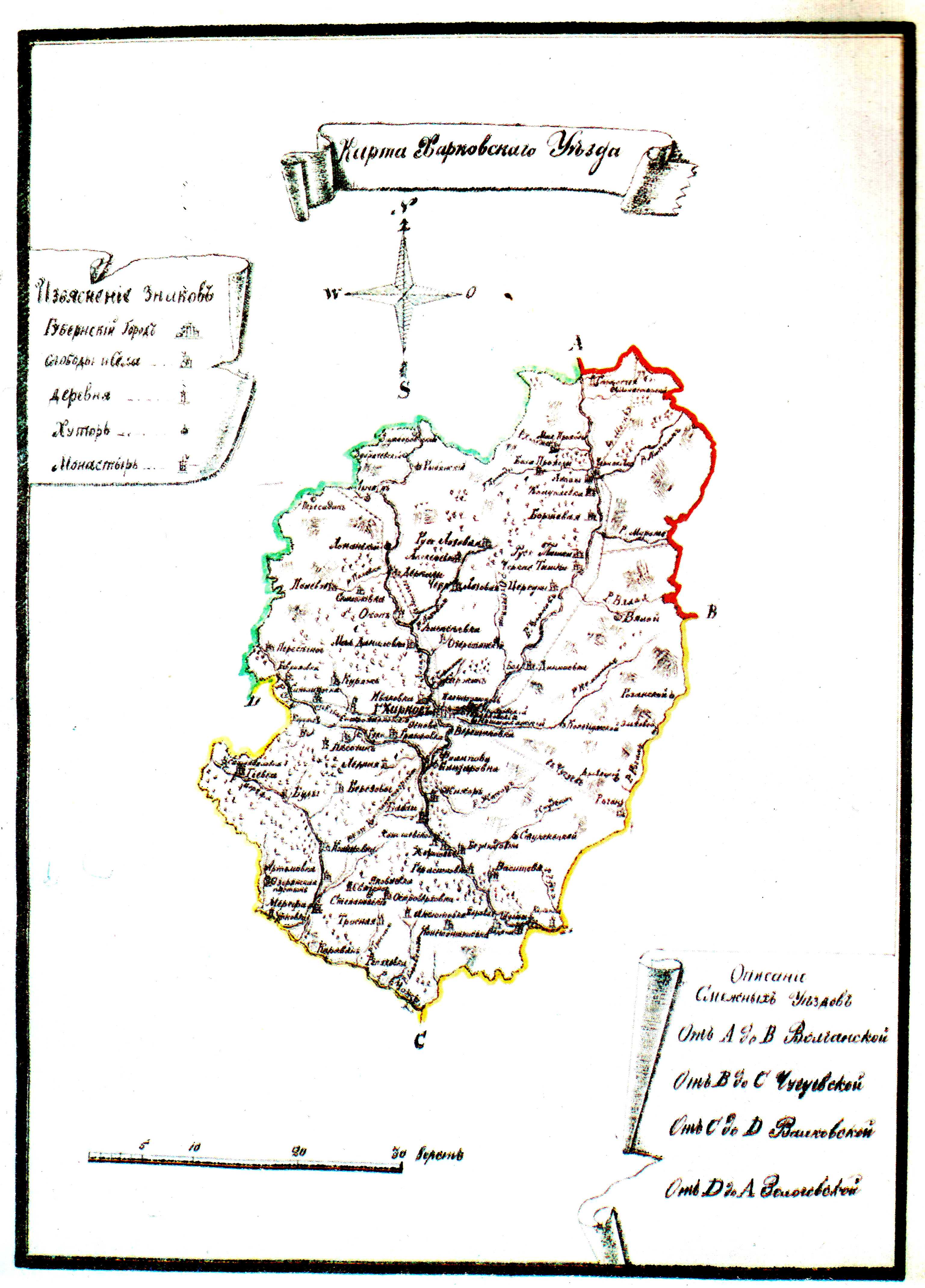
Река Студенок на карте Харьковского уезда, 1788 год

Впервые название реки упоминается в документах XVII века
Имеет несколько истоков — один западнее, в овраге Золотарёв, другой восточнее, — в овраге Фролов. Один из них находится на территории парка Зелёный Гай южнее стадиона "Спорт для всех" и затем протекает на юг по Орджоникидзевскому району Харькова близ села Логачёвка Харьковского района, (Логачовка) в нескольких сотнях метров к югу от границ Индустриального района города.
Образуя небольшой пруд возле села, Студенок движется на юго-запад к Пономаренкам, где соединяется с другим истоком, образуя пруд на границе трёх сёл — Лелюки, Борового и Хролов. Продолжает двигаться на юго-запад порядка 3,5 км, где пересекает харьковскую окружную автодорогу у северо-восточных окраин посёлка Безлюдовка. Река проходит по самым околицам Безлюдовки и пересекает трассу «Харьков-Змиёв», вплотную подходя к сосновому лесу (Васищевское лесничество). Через ещё несколько сотен метров Студенок проходит под железнодорожной веткой, связывающей Безлюдовку и Зелёный Колодезь (Чугуевское направление).
Сразу за железнодорожным мостом река уходит на юг. В этом месте ширина долины реки составляет около ста метров. На левом берегу растёт сосновый лес, а на правом — сначала сосна (в районе Нагорьевского карьера, который находится в 1 км к северу от русла), а затем и лиственный лес. Приблизительно через 3 км река подходит к окраинам Васищево, протекая через посёлок вблизи Змиевской трассы, слегка уходя на юго-восток, а потом снова двигаясь строго на юг, пересекая автомобильную дорогу к селу Гусиная Поляна, поворачивает на юго-запад и впадает в Уды.
Общая протяжённость русла составляет около 15 км, бассейн реки — 75 км². Пойма реки часто заболоченная. Ширина русла на некоторых участках достигает 5-6 метров, но в среднем этот показатель составляет от 1,5 до 2,5 м. Глубина реки на некоторых участках (например, на окраинах Безлюдовки) летом составляет несколько сантиметров, однако, есть места, где глубина намного больше.
Между посёлками Безлюдовка и Васищево на реке расположен так называемый Зелёный Пруд. Сейчас на территории пруда находится база отдыха.

## Населённые пункты
В середине XIX века (1860-е) на берегах реки располагались сверху вниз по течению следующие населённые пункты и объекты:
- исток 1 — Топчаева, начало левого склона Золотарёва оврага,[4]
- М. Гробли (левый склон Золотарёва оврага),
- Логачёвка (между двумя истоками реки),[8]
- пир. Безлюдовка (правый склон Золотарёва оврага),
- хутор Верхний Студенок (правый склон Золотарёва оврага);
- исток 2 — выше Логачёвки, левый склон Фролова оврага,[5]
- хутор Ананьев (левый склон Фролова оврага),
- хутора Фроловы (ныне Хролы, правый склон Фролова оврага),
- хутор Ольгин (Студенокъ, левый склон Фролова оврага),
- хутор Студенок (другой, левый склон балки Студенка),
- хутора Боровые (ныне Боровое, правый склон балки Студенка),
- М. Стрельцы (левый склон балки Студенка),
- овраг Гриблин (левый склон балки Студенка),
- Безлюдовка, правый берег Студенка,[14]
- трактир Тонкого, левый склон балки Студенка,
- слобода Тонкая, левый берег Студенка,
- Васищево — оба берега Студенка,[15]
- устье — р. Уды.